# Grækenland ved sommer-OL 2024
Grækenland  deltog under Sommer-OL 2024 i Paris i Frankrig i perioden 26. juli til 11. august 2024. 
De vandt otte medaljer.

## Medaljer
| 2024 Paris | Guld | Sølv | Bronze | Total |
| Grækenland | 1    | 1    | 6      | 8     |

### Medaljevinderne
| Grækenland under sommer-OL 2024 i Paris | Grækenland under sommer-OL 2024 i Paris     | Grækenland under sommer-OL 2024 i Paris | Grækenland under sommer-OL 2024 i Paris | Grækenland under sommer-OL 2024 i Paris |
| Medalje                                 | Navn                                        | Sport                                   | Event                                   | Dato                                    |
| --------------------------------------- | ------------------------------------------- | --------------------------------------- | --------------------------------------- | --------------------------------------- |
| Guld                                    | Miltiadis Tentoglou                         | Atletik                                 | Mændenes længdespring                   | 6. august                               |
| Sølv                                    | Apostolos Christou                          | Svømning                                | Men's 200 m backstroke                  | 1. august                               |
| Bronze                                  | Theodoros Tselidis                          | Judo                                    | Men's –90 kg                            | 31. juli                                |
| Bronze                                  | Antonios Papakonstantinou Petros Gkaidatzis | Roning                                  | Men's lightweight double sculls         | 2. august                               |
| Bronze                                  | Zoi Fitsiou Milena Kontou                   | Roning                                  | Women's lightweight double sculls       | 2. august                               |
| Bronze                                  | Eleftherios Petrounias                      | Gymnastik                               | Men's rings                             | 4. august                               |
| Bronze                                  | Emmanouil Karalis                           | Atletik                                 | Mændenes stangspring                    | 5. august                               |
| Bronze                                  | Dauren Kurugliev                            | Brydning                                | Herrernes 86 kg fristil                 | 9. august                               |